# Шипман, Мадисин
Мадисин Шипман (англ. Madisyn Shipman; род. 20 ноября 2002, Кингс-Маунтин, Северная Каролина, США) — американская актриса, певица, танцовщица. Известна по роли Кензи Белл из телесериала «Игроделы». 2023 году стала актрисой Playboy

## Биография
Мадисин Шипман родилась 20 ноября 2002 года в пригородном городе Кингс-Маунтин, Северная Каролина, США. В 5 лет начала работать в агентстве талантов, которое помогло ей получить 3 роли в шоу Saturday Night Live, а также роли в программе «Улица Сезам» и на сцене. Она также играла в пьесе Enron на Бродвее в 2010 году. Когда ей исполнилось 8 лет, она начала петь и играть на гитаре. В 2015 году получила роль Кензи Белл в телесериале канала Nickelodeon «Игроделы».

## Фильмография
| Год         | Название                         | Роль             | Примечания              |
| ----------- | -------------------------------- | ---------------- | ----------------------- |
| 2009—2011   | Субботним вечером в прямом эфире | Разные персонажи | Телепередача; 3 эпизода |
| 2010        | Улица Сезам                      | Мадисин          | Телесериал; 1 эпизод    |
| 2012        | Современная любовь               | Мэдди            | ТВ-ролик                |
| 2015        | Снупи и мелочь пузатая в кино    | Виолетта Грей    | Озвучка                 |
| 2015 — 2019 | Игроделы                         | Кензи Белл       | Главная роль            |
| 2016        | Обыкновенный мир                 | Саломея          | Фильм                   |